# Chardon (Ohio)
Chardon település az Amerikai Egyesült Államok Ohio államában, Geauga megyében, melynek megyeszékhelye is. Lakosainak száma 5242 fő (2020. április 1.).

## Népesség
A település népességének változása:

| 2010 | 5 148 |
| 2020 | 5 242 |